# Mistero doppio
Mistero doppio  (titolo orig. An Excellent Mystery) è un giallo storico di ambientazione medievale, scritto dall'autrice britannica Ellis Peters, pubblicato nel 1985. Si tratta dell'undicesimo romanzo in cui indaga il monaco benedettino Fratello Cadfael, il terzo di quattro libri della Peters ambientato nel 1141, epoca di avvenimenti tempestosi durante il periodo conosciuto come l'Anarchia inglese. 
L'assedio di Winchester costringe i monaci a disperdersi attraverso l'Inghilterra in cerca di salvezza. Due giungono all'Abbazia di Shrewsbury Abbey. Un giovane uomo cerca il più vecchio dei due monaci, dal quale vuole il consenso a sposare una donna, prima destinata a sposare un altro. La donna però non trova.

## Contesto storico
La serie di Fratello Cadfael si svolge durante il periodo dell'anarchia inglese. Ossia quei 19 anni in cui Re Stefano e l'Imperatrice Maud combatterono tra loro per il trono d'Inghilterra. Questo romanzo inizia con le conseguenze della fuga dell'Imperatrice da Londra, il 24 giugno 1141, quando era in procinto di essere incoronata.
Nel luglio 1141 le vicende politiche dell'Inghilterra sembra stiano volgendo al peggio: dopo la mancata incoronazione, l'Imperatrice sta cercando di piegare al suo volere il vescovo di Winchester, Enrico di Blois. Egli non intende sottomettersi alla volontà dell'imperatrice e così lei, il 31 luglio, cinge d'assedio la città di Winchester e il castello di Wolvesey. Enrico fugge e si mette in salvo, ma nel corso dell'assedio gran parte della città viene distrutta da un incendio (2 agosto 1141). Tra le proprietà distrutte vi è anche l’abbazia di Hyde nel sobborgo di Hyde Mead, dal quale i monaci fuggono a ripararsi in altri monasteri.
Poco tempo dopo, la regina Matilde, moglie di Re Stefano (ancora imprigionato a Bristol), cinge d'assedio  le forze dell'Imperatrice che stanno già si trovano a Winchester.
In settembre, l’imperatrice tenta un’ultima mossa prima della ritirata, mandando un manipolo di uomini scelti a prendere Wherwell. Essi però sono trucidati dagli uomini della regina agli ordini di William di Ypres che danno alle fiamme anche l’abbazia di monache benedettine.
Alla fine, il 14 settembre, Maud è costretta a rompere il cerchio dell'assedio e a ritirarsi. Lei riesce a mettersi in salvo, ma il fratello illegittimo Robert di Gloucester viene preso prigioniero.

## Trama
La vicenda ha inizio a Shrewsbury, nell'agosto del 1141, un'estate calda e secca che dura ormai da diverse settimane.
All'abbazia dei Santi Pietro e Paolo arrivano due confratelli fuggiti dal monastero a Hyde Mead: Fratello Humilis e Fratello Fidelis; entrambi sono entrati nell'ordine da circa tre anni e hanno scelto nomi nuovi quando hanno preso i voti. Humilis, prima, si chiamava Godfrid Marescot ed era nato nella zona di Shrewsbury circa quarantacinque anni prima, era poi partito per le crociate dove era stato ferito gravemente; tali ferite lo stanno lentamente portando alla morte dato che tendono a riaprirsi con facilità. Il secondo è un giovane bello e molto volenteroso, ma muto.
Alcuni giorni dopo il loro arrivo giunge all'abbazia un cavaliere, Nicholas Harnage, che è al servizio della regina Matilda (moglie di Re Stefano) e agli ordini di FitzRobert. Nicholas era stato in Terra Santa come scudiero di Godfrid Marescot. Egli è venuto a chiedere al suo precedente signore la benedizione per poter chiedere in moglie Julian Cruce, la fidanzata di Marescot che egli ha sciolto dal fidanzamento per entrare in monastero. Fratello Humilis è ben lieto di dargli quella benedizione e anzi spera di vederli felici.
Harnage parte subito alla volta del castello appartenente alla famiglia Cruce e ad attenderlo c'è il fratello maggiore di lei. Egli rivela che la giovane sorella aveva voluto entrare in monastero appena sciolta dal fidanzamento e lui non aveva più sue notizie da tre anni. In ogni caso dice al giovane Nicholas che la sorella è entrata in monastero nell'abbazia benedettina di Wherwell, vicino ad Andover, nell'Hampshire.
Nicholas Harnage torna con la notizia all'abbazia, ma sembra felice che lei abbia scelto la vita che preferiva. Poi Hugh Beringar riceve l'infausta notizia della distruzione dell'abbazia di Wherwell e della disfatta degli uomini dell'Imperatrice. Quando fratello Cadfael viene a sapere la notizia, corre immediatamente a riferirla a Nicholas che ne è distrutto. Egli parte immediatamente per il sud a cercare informazioni. Intanto le condizioni di fratello Humilis sembrano peggiorare, sebbene le ferite stiano guarendo. 
Passano alcuni giorni, ma Nicholas Harnage torna con una notizia allarmante. Egli è infatti riuscito a rintracciare la priora dell'abbazia di Wherwell e questa gli ha rivelato di non aver mai udito il nome di Julian Cruce. Tutti sono attoniti e Harnage sta andando al castello dei Cruce per aver un chiarimento. Là il fratello è senza parole, sa che la sorella è stata accompagnata da quattro uomini armati che sono tornati senza riportare alcuna difficoltà. Tre sono ancora lì, vengono interrogati e rispondono che il viaggio era stato tranquillo, ma che le ultime quattro miglia le ha fatte lei sola con il quarto uomo, Adam Heriet.
Sia il fratello di Julian che Nicholas si rivolgono perciò a Hugh Beringar perché faccia al più presto un'indagine, dato che entrambi ritengono morta la giovane ragazza, uccisa probabilmente per rubarle i soldi e i gioielli. Si decide perciò di cercare Adam Heriet e i gioielli che Julian aveva portato con sé in dono all'abbazia. Beringar trova facilmente Heriet, mentre questi è in congedo con la famiglia, e lo convince a seguirlo all'abbazia. Là Adam racconta una storia su come si siano svolti gli eventi alla quale nessuno riesce a credere e viene perciò incarcerato.
Intanto Cadfael e Fratello Humilis, che è nettamente peggiorato e sente avvicinarsi la fine, capiscono da indizi diversi come si sono in realtà svolti i fatti quando Julian è andata a Wherwell, ma sanno entrambi di non poter parlare perché ciò danneggerebbe una persona giusta e leale, portando vergogna anche sull'ordine benedettino.
Un incidente occorso a fratello Humilis e a fratello Fidelis è così un'occasione che Cadfael coglie al volo per sistemare la faccenda in modo soddisfacente per tutti. In questo frangente si fa aiutare da Sorella Magdalen e dalla moglie di Hugh, Aline. Alla fine anche Nicholas e Hugh conosceranno la verità, ma non tradiranno quanto hanno appreso.

## Significato del titolo originale
Il titolo originale dell'opera, An Excellent Mystery, è un'espressione tratta dal testo della religione anglicana The Book of Common Prayer. In particolare, è un estratto dalla Cerimonia di Solennizzazione del Matrimonio (in originale The Form of Solemnization of Matrimony) ed è citata al termine del romanzo:
(Ellis Peters, Mistero doppio, traduzione di Elsa Pelitti, p. 230)

## Riferimenti ad altri romanzi di Fratello Cadfael
- Nel romanzo I due prigionieri, lo sceriffo dello Shropshire, Gilbert Prestcote, viene ucciso. Da allora Hugh Beringar svolge quell'incarico, pur non essendogli stato conferito ufficialmente.
- Fa nuovamente ritorno Sorella Magdalen, del monastero di Godric's Ford. Cadfael l'ha incontrata per la prima volta nel romanzo Due delitti per un monaco quando lei si faceva ancora chiamare Avice di Thornbury e l'ha rivista anche nel corso delle vicende narrate ne I due prigionieri.

## Edizioni italiane
- Mistero doppio, traduzione di Elsa Pelitti, Collana La Gaja Scienza n.460, Milano, Longanesi, 1995,  p. 230, ISBN 88-304-1271-6.[11] - Milano, Club degli Editori, 1995; copertina di Gabriella Sequeri, Milano, TEA, 1996, ISBN 88-7818-081-5; Trezzano sul Naviglio, Euroclub, 1997.
- in  Le cronache di Fratello Cadfael. Volume quarto, traduzione di E. Pelitti, Collana I Grandissimi, Milano, TEA, 2023, ISBN 978-88-502-6370-7.